# Alteración hidrotermal
La alteración hidrotermal o metamorfismo hidrotermal es un proceso geológico en donde sedimentos o rocas sufren los efectos de la circulación de fluidos de agua a altas temperaturas que son químicamente activos. La alteración hidrotermal afecta la composición mineral y la velocidad de ciertas reacciones. La alteración hidrotermal ocurre a relativamente bajas temperaturas y presiones si se compara con otros tipos de metamorfismo.
La espilita y la serpentinita son ejemplos de rocas que se forman producto de alteración hidrotermal.

## Origen de los fluidos hidrotermales
El origen de los fluidos hidrotermales es muy variado y su deducción se basa en estudios de la composición isotópica de estos compuestos. Más concretamente el estudio de la distribución del isótopo de deuterio frente al de oxígeno, nos da la procedencia del fluido. En este sentido, un fluido hidrotermal puede tener un origen:
- Magmático: En el final del proceso de cristalización de un magma, tras la formación de la pegmatita, el volumen de agua presente aumenta y se enriquece en elementos. Esto unido al calor que el sistema le cede, le otorga un carácter hidrotermal a la solución.
- Metamórfico. En este caso, el aumento de temperatura en un proceso sedimentario deshidrata los minerales constituyente de la roca metamorfizada. En este sentido, la pérdida de agua rica en la mineralogía de la roca, hace que ese tipo de fluido sea muy hidrotermal.
- Sedimentario. Durante el depósito de los materiales suprayacentes en una cuenca sedimentaria, se acumula agua que se enriquece en elementos típicos de estas litologías depositadas, que, unidas al aumento progresivo de la temperatura por enterraminto, hace que estos acúmulos de agua sedimentaria tengan carácter hidrotermal. Forma depósitos hidrotermales una vez que ascienden y afloran a superficie.
- Meteórico. El agua de lluvia puede enriquecerse en elementos y aumentar progresivamente su temperatura y dar lugar a depósitos hidrotermales de menor importancia.
- Mezcla de aguas. Cuando en una zona existen aguas ascendentes (cálidas) y descendentes (frías) depositan minerales y forman rocas hidrotermales.

## Transporte y depósito por fluido hidrotermal
Los fluidos hidrotermales son soluciones acuosas que transportan los elementos en disolución, por lo que la principal variable química es la solubilidad que tengan esos elementos. Sin embargo, existen elementos que tienen una solubilidad muy pobre, tal y como le ocurre al cobre (Cu), pero podemos encontrar grandes depósitos de cobre debido a procesos hidrotermales. ¿Cómo puede entonces, explicarse estos depósitos? Los fluidos hidrotermales presentan en disolución elementos y compuestos como flúor, carbonatos, cloro, azufre u óxidos, que son capaces de unirse a los elementos menos solubles, elevando considerablemente su solubilidad. Estos son los llamados ligandos. 
El depósito de los elementos que contiene el fluido hidrotermal se produce por cambios bruscos en las condiciones de equilibrio químico de la solución, tales como:
- Cambios en la temperatura. Cuando la temperatura disminuye, la solubilidad también desciende, por lo que ante un enfriamiento rápido, el fluido se satura y los elementos se concentran y precipitan de forma muy rápida.
- Cambios en la presión. La presión no es un factor muy importante en cuanto a la solubilidad, ya que no afecta en mayor medida, pero si que es importante cuando el fluido hidrotermal asciende. Cuando esto ocurre, se puede dar que la solución encuentre vías de ascenso más rápido, produciendo una despresurización del fluido que puede llegar a ebullición, dando como resultado la precipitación de los elementos que contiene.
- Reacciones con la roca encajante. En muchas ocasiones, el fluido hidrotermal aprovecha roturas para introducirse. Decimos entonces, que el fluido se ha encajonado y a la roca que lo rodea se le llama «roca encajante». La roca encajante puede reaccionar con el fluido encajonado extrayendo su hidrógeno para formar bicarbonato cálcico a partir de calcita, adicionando componentes a la solución o cambiando el estado de oxidación.
- Mezcla de soluciones. Habitualmente dos fluidos hidrotermales chocan entre sí y se mezclan. Cuando esto ocurre, todas las condiciones de equilibrio se ven alteradas y se produce una rápida precipitación de los elementos componentes de la solución.